# On My Way Home
On My Way Home è un singolo cantante e musicista irlandese Enya, pubblicato nel 1996 come secondo estratto dall'album The Memory of Trees

## La canzone
La canzone riguarda il percorso della vita e invita a ricordare solo i giorni migliori del proprio percorso. Caratterizzata da un ritornello allegro e coinvolgente, nella parte finale riprende una parte del testo di Orinoco Flow, il brano che nel 1988 ha portato l'artista al successo internazionale.
Di questa canzone sono state realizzate tre versioni:
- La versione originale contenuta in The Memory of Trees
- La versione utilizzata nel video musicale
- La versione corta e remixata contenuta nella prima raccolta di Enya, Paint the Sky with Stars.

## Tracce
- On My Way Home - 5:09
- Eclipse - 1:34
- I May Not Awaken - 4:26

## Piazzamenti in classifica
| Paese       | Posizione |
| ----------- | --------- |
| Italia      | 22        |
| Regno Unito | 26        |